# Christian Lente
Christian Lente (Boves, Somme, 22 de maig de 1912 - París, 21 de febrer de 1990) va ser un ciclista francès. Va destacar com a amateur on va aconseguir una medalla de bronze als Campionats del món en velocitat de 1934 per darrere de Benedetto Pola i Arie van Vliet.

## Palmarès
- 1934
  -  Campió de França amateur en velocitat